# 汪家樓
汪家樓位於四川省南充市閬中市，文物遺址年代判定為近代。2007年6月1日公佈為四川省第七批文物保護單位。